# Château de Salkhad
Le château de Salkhad est une place forte située dans la ville syrienne de Salkhad.